# Albin Pelak
Albin Pelak (n. 9 aprilie 1981, Novi Pazar, Serbia) este un fost fotbalist bosniac.
Între 2002 și 2005, Pelak a jucat 2 de meciuri pentru echipa națională a Bosniei-Herțegovina.

## Statistici
| Bosnia și Herțegovina | Bosnia și Herțegovina | Bosnia și Herțegovina |
| An                    | Meciuri               | Goluri                |
| --------------------- | --------------------- | --------------------- |
| 2002                  | 1                     | 0                     |
| 2003                  | 0                     | 0                     |
| 2004                  | 0                     | 0                     |
| 2005                  | 1                     | 0                     |
| Total                 | 2                     | 0                     |